# Muzeum Ludowe Ziemi Przedborskiej
Muzeum Ludowe Ziemi Przedborskiej – muzeum położone w Przedborzu. Placówka jest gminną jednostką organizacyjną i mieści się w budynku karczmy z XVIII wieku, przebudowanej w 1898 roku.
W ramach muzealnych wystaw prezentowane eksponaty związane z kultura ludową Przedborza i okolic (m.in. podwórze wiejskie, kuźnia, warsztat bednarski, izba ludowa w stylu XIX-wiecznym, młyn wodny typu żarnowego) oraz zanikającymi rzemiosłami (rymarstwo, szewstwo, plecionkarstwo, ciesielstwo, siciarstwo, garncarstwo). Placówka posiada zbiór ok. 200 obrazów o tematyce sakralnej. Oprócz tego w muzeum znajduje się ekspozycja historyczna, związana z historią miasta i okolicy oraz tutejszą społecznością żydowską.
Część muzeum nazwana Znachorówką prezentuje eksponaty związane z medycyną ludową i tradycjami znachorskimi.
Muzeum jest obiektem całorocznym.